# Harry Frederik Voss
Harry Frederik Voss (Paramaribo, 1912 - Kotatjane, 29 mei 1943) was een Surinaams-Nederlands onderofficier die postuum onderscheiden werd met de Militaire Willems-Orde.
Harry Frederik Voss (soms per abuis ook als Vos geschreven) was en is voor Surinamers een bekend persoon. In 1934 vertrok hij naar het Nederlandse Nijmegen waar hij bij het Koninklijk Nederlandsch-Indisch Leger (KNIL) tekende. Hij voer naar de Oost en werd, als lid van de Militaire Politie in 1939 bevorderd tot sergeant.

## Loopbaan
Na de inval van de Japanners op Nederlands-Indië werd hij op 29 mei 1943 te Kota Tjane in Atjeh geëxecuteerd omdat hij weigerde de geallieerden te verraden. Hij stond geen informatie af over de kleine troepeneenheden die in de bergen nog weerstand tegen de invallers boden, maar hij gaf ook te kennen dat hij geen Japanse huursoldaten op zou leiden. Voordat hij werd terechtgesteld, heeft hij een jaar lang gevangengezeten en is gemarteld. Hij gaf als laatste wens aan om in de Nederlandse vlag begraven te worden. Hij uitte deze wens in het Maleis, zodat alle toeschouwers hem zouden horen:
Japanner, ik wil dat er een rood-wit-blauwe vlag om mijn borst wordt gewikkeld. En schiet dan maar raak.
Deze wens werd ingewilligd, blijkbaar omdat de Japanners toch wel waardering hadden voor de uitzonderlijke moed van Voss. Hij stierf met de woorden "Leve de Koningin" op zijn lippen.
Na de executie is zijn lichaam tot de volgende ochtend op het plein blijven liggen met het onderschrift op een bord:
Inilah tjontjonja orangjan tida mace taroet printah Nippon, vertaald met: "Dit is een voorbeeld van iemand die de bevelen van Nippon niet heeft willen opvolgen". Het lichaam werd later in de rivier geworpen.
Hij werd postuum onderscheiden bij Koninklijk Besluit van 16 juni 1950 met de Bronzen Leeuw. Frater Fulgentius had voor die tijd een brief aan Prins Bernhard geschreven met het verzoek om een toekenning in de Militaire Willems-Orde te willen bevorderen, maar helaas de commissies vonden geen gronden om deze uiteindelijk toe te kennen.
In Suriname heeft de Bond van Oorlogsveteranen, samen met een speciaal samengesteld comité, er in 1950 voor gezorgd dat Voss niet vergeten zou worden. Na een schrijven van de Gouverneur van Suriname, Mr. G. de Niet, werd de eerdere toekenning herzien en werd hij op 8 augustus 1950, no. 45 postuum onderscheiden met de Militaire Willems-Orde, de hoogste Nederlandse militaire onderscheiding. Het comité gaf ter gelegenheid van deze gebeurtenis een boekje over Harry Voss uit.
Bij zijn bezoek aan Suriname destijds heeft Prins Bernhard uitdrukkelijk gevraagd om kennis te mogen maken met de moeder van deze Surinamer. Van Harry Voss zijn diverse foto’s bewaard gebleven, waarop hij staat in zijn militaire uniform. Er is ook een tegeltableau ontworpen waarop hij staat afgebeeld. Deze afbeeldingen zijn op vergroot formaat te zien in de tentoonstelling Wereldoorlog in de West, als eerbetoon aan Harry Voss, symbool voor alle Surinamers die zijn gevallen tijdens de Tweede Wereldoorlog.